# Open Location Code
Az Open Location Code (OLC) egy teljes földterületre kiterjedő, szabad licencű geokódolási rendszer, melynek kódjai a föld egy adott területét azonosítják.
A rendszert a Google zürichi mérnökei fejlesztették ki és 2014 októberében hozták nyilvánosságra. A rendszer által használt kódok neve „plusz kódok” („plus codes”). Az algoritmus az Apache Licenc 2.0 alatt érhető el.
Az OLC lényege, hogy rövidebb, könnyebben használható formában lehessen hivatkozni tetszőleges szélesség és hosszúság által kijelölt földfelszíni (térképi) pozícióra. A plusz kódokat a postacímekhez hasonlóra tervezték, olyan helyen is alkalmazva, ahol nincsenek utcanevek vagy házszámok arra a célra, hogy azonosíthatóak legyenek egyes épületek vagy területek. A kódok kialakításánál fontos szempont volt a használhatóság, illetve a gyakorlati alkalmazási problémák megelőzése, mint például a jelek össze-nem-téveszthetősége (mint amilyen a nulla vagy O betű), vagy hogy ne használjon magánhangzókat, hogy ne alkosson véletlenül létező szavakat. A kód nem érzékeny a kis-nagybetűkre sem.
A plusz kódok a szélességi és hosszúsági koordinátákat képezik le, ezért a föld minden pontjára alkalmazhatóak. Hosszuk változó, attól függően, hogy milyen pontosan akarjuk megadni az adott helyet. Egy teljes kód formája: „8GV2JMXJ+5RF”, ami nagyjából 10 centiméter pontossággal ad meg egy helyet, de a kódokat általában „8GV2JMXJ+5R” formában, körülbelül 3.5 méteres pontossággal használjuk; azonban ez a kód megadható jelentősen rövidebb formában is: „Magyarország, Poroszló, JMXJ+5R”. Ennek oka, hogy az egymáshoz közeli pontok kódjának eleje hasonló vagy megegyezik, így az amúgy ismert terület megnevezését nem szükséges kóddal megadni. 
2015 augusztus óra a Google Maps aktívan támogatja a plusz kódokat, és mind keresésnél, mind pedig a pontok leírásánál feltünteti azt. A Google szerint a rendszert postai kódokként használják Zöld-foki Köztársaságban és Kalkutta egyes részein.

## Specifikáció
Az OLC rendszere a WGS84 szerinti szélességi és hosszúsági koordináta-rendszeren alapul. Minden kód egy rögzített rácson belül jelöl ki egy területet, melyet két párhuzamos oldal és két hosszúsági vonal jelöl ki, és melyet a dél-nyugati sarka és mérete határoz meg. A legnagyobb rácsrendszeren egy blokk 20×20 fokos (9 sorból és 18 oszlopból áll) és maximum négy darab 20×20-as alblokkra van felosztva. Ettől a szinttől kezdve a továbbiakban minden terület 5×4-es alblokkokra oszlik. Az alábbi táblázat az egyenlítő közelében mutat pár méretet; az egyenlítőtől távolodva a blokkok szélessége fokozatosan csökken.
| Kód hossz  | 2       | 4      | 6          | 8            | + | 10                | 11    |
| Blokkméret | 20°     | 1°     | 0.05° (3′) | 0.0025° (9″) |   | 0.000125° (0.45″) |       |
| Kb.        | 2200 km | 110 km | 5.5 km     | 275 m        |   | 14 m              | 3.5 m |

A teljes rács a déli-sarktól (-90°) és az antimeridiántól (a Kezdő hosszúsági körrel szemben) kezdve húszas számrendszerben kerül ábrázolásra. Az összetéveszthető kombinációkat és magánhangzókat kihagyó táblázat az alábbi:
| 20-as számrendszerbeli szám | 0 | 1 | 2 | 3 | 4 | 5 | 6 | 7 | 8 | 9 | 10 | 11 | 12 | 13 | 14 | 15 | 16 | 17 | 18 | 19 |
| Kódjel                      | 2 | 3 | 4 | 5 | 6 | 7 | 8 | 9 | C | F | G  | H  | J  | M  | P  | Q  | R  | V  | W  | X  |

A kód maximum 5 pár számmal kezdődik, mindben egy szélességi és egy hosszúsági értéket kódolva. A legnagyobb blokk csak két számból áll. 8 szám után egy „+” jel következik, ami leginkább a könnyű felismerhetőséget és kiolvashatóságot segíti. 10 számjegy után az alkódokat az alábbi egyszámjegyű rendszer kódolja:
|             | hosszúság → | hosszúság → | hosszúság → | hosszúság → |
| ----------- | ----------- | ----------- | ----------- | ----------- |
| szélesség → | R           | V           | W           | X           |
| szélesség → | J           | M           | P           | Q           |
| szélesség → | C           | F           | G           | H           |
| szélesség → | 6           | 7           | 8           | 9           |
| szélesség → | 2           | 3           | 4           | 5           |

A 8 számjegyű blokkoknál nagyobb blokkok úgy adhatóak meg, hogy egyszerűen elhagyjuk a „+” jel utáni kódokat, vagy a „+” előtti számokat 0-ra cseréljük.

## Példák
Az első példa a szingapúri Merlion Park (északi szélesség 1.286785, keleti hosszúság 103.854503). Ez az egyenlítő közelében a –10° és +10° között, illetve a keleti 100° és 120° kör között található. 80°-ra van a déli sarktól és 280°-ra az antimeridiántól, így az első két húszas számrendszerbeli szám a 4 és 14, melyek kódja 6 és P, így a végeredmény 6P. Ez felírható 6P+ vagy 6P000000+ formában.
Közelítsünk a területre az alblokkokat megkeresve, az északi 1 és 2 fok illetve a 103 és 104 fok között: a délnyugati sarokhoz ez 11°-ot és 3°-ot ad, így a kód H és 5. A végeredmény 6PH50000+.
További 4 finomítási lépés után a park kódja 6PH57VP3+PR.
A következő lépés a kapott terület felosztása 4×5-os részre, és kijelölni a kívánt pozíciót. Ez a cella a „6” jelet viseli, így a pontosított kód  6PH57VP3+PR6.
Vegyük másik példának a hortobágyi Kilenclyukú híd pozícióját (47.581838, 21.147536; vagy más formában É 47°34'54.6", K 21°08'51.1"), ahogy egyre közelebb kerülünk hozzá, vagy egyre pontosabban jelöljük ki a pozíciót. A 8G+ (8G000000+) kód Magyarország keleti részét lefedi, de maga a rács Afrikától egészen Ukrajna keleti részéig tart. A 8GV3+ Magyarország keleti fele, Dévaványától Baktalórántházáig, mely általában az a területméret, ami „ismert” a címzés során (így helyi címzéseknél ezt lehet elhagyni, és helyette a területet megnevezni, ha az egyértelmű; esetünkben ez például lehetne „Debreceni régió”, vagy „Kelet-Alföld”). Ezen belül helyezkedik el a 8GV3H4+ ami a Hortobágytól nyugatra eső részt fedi le, majd közeledve a 8GV3H4JX+ egy nagyjából 50×50 méteres részt jelöl ki. A 8GV3H4JX+P2 már pontosan a hídra mutat, a 8GV3H4JX+P27 pedig a híd északi oldalának egy pontja.

## Külső hivatkozások
- Hivatalos lap
- Hivatalos kód és dokumentáció
- OLC demo és térkép